# Pohár mistrů evropských zemí 1990/1991
Sezóna 1990/91 byla 36. ročníkem Poháru mistrů evropských zemí. Jejím vítězem se stal jugoslávský klub FK Crvena zvezda.
V tomto ročníku měl skončit zákaz pro anglické týmy, ale mistři Anglie – Liverpool FC měli nepovolenou účast o rok déle, a tak se opět žádný anglický tým nezúčastnil.

## První kolo
| Domácí v 1. zápase  | Celkem | Hosté v 1. zápase       | 1. zápas | 2. zápas |
| ------------------- | ------ | ----------------------- | -------- | -------- |
| APOEL               | 2–7    | FC Bayern Mnichov       | 2–3      | 0–4      |
| KA Akureyri         | 1–3    | PFK CSKA Sofia          | 1–0      | 0–3      |
| FC Dinamo București | 5–1    | St Patrick's Athletic   | 4–0      | 1–1      |
| FC Porto            | 13–1   | Portadown FC            | 5–0      | 8–1      |
| CZ Bělehrad         | 5–2    | Grasshopper Club Zürich | 1–1      | 4–1      |
| Valletta FC         | 0–10   | Rangers FC              | 0–4      | 0–6      |
| Union Lucemburk     | 1–6    | Dynamo Drážďany         | 1–3      | 0–3      |
| Malmö FF            | 5–4    | Beşiktaş JK             | 3–2      | 2–2      |
| SSC Neapol          | 5–0    | Újpesti Dózsa           | 3–0      | 2–0      |
| AC Sparta Praha     | 0–4    | FK Spartak Moskva       | 0–2      | 0–2      |
| Odense BK           | 1–10   | Real Madrid             | 1–4      | 0–6      |
| Swarovski Tirol     | 7–1    | Kuusysi                 | 5–0      | 2–1      |
| AC Milán            |        | neznámá vlajka          | –        | –        |
| Lillestrøm          | 1–3    | Club Brugge KV          | 1–1      | 0–2      |
| Lech Poznań         | 5–1    | Panathinaikos FC        | 3–0      | 2–1      |
| Olympique Marseille | 5–1    | KS Dinamo Tirana        | 5–1      | 0–0      |

## Druhé kolo
| Domácí v 1. zápase  | Celkem     | Hosté v 1. zápase   | 1. zápas | 2. zápas |
| ------------------- | ---------- | ------------------- | -------- | -------- |
| FC Bayern Mnichov   | 7–0        | PFK CSKA Sofia      | 4–0      | 3–0      |
| FC Dinamo București | 0–4        | FC Porto            | 0–0      | 0–4      |
| CZ Bělehrad         | 4–1        | Rangers FC          | 3–0      | 1–1      |
| Dynamo Drážďany     | 2–2 (pen.) | Malmö FF            | 1–1      | 1–1      |
| SSC Neapol          | 0–0 (pen.) | FK Spartak Moskva   | 0–0      | 0–0      |
| Real Madrid         | 11–3       | Swarovski Tirol     | 9–1      | 2–2      |
| AC Milán            | 1–0        | Club Brugge KV      | 0–0      | 1–0      |
| Lech Poznań         | 4–8        | Olympique Marseille | 3–2      | 1–6      |

## Čtvrtfinále
| Domácí v 1. zápase | Celkem | Hosté v 1. zápase   | 1. zápas | 2. zápas |
| ------------------ | ------ | ------------------- | -------- | -------- |
| FC Bayern Mnichov  | 3–1    | FC Porto            | 1–1      | 2–0      |
| CZ Bělehrad        | 6–0    | Dynamo Drážďany     | 3–0      | 3–01     |
| FK Spartak Moskva  | 3–1    | Real Madrid         | 0–0      | 3–1      |
| AC Milán           | 1–4    | Olympique Marseille | 1–1      | 0–32     |

1 – Zápas předčasně ukončen v 78. minutě kvůli řádění fanoušků. FK Crvena zvezda vedla 2:1 a zápas byl následně zkontumován 3:0.
2 – Po 88 minutách byl stav 1:0 pro Marseille, ale v tom selhalo osvětlení. AC Milán odmítlo po znovuzprovoznění osvětlení dohrát zápas, a tak Marseille vyhrálo 3:0 kontumačně.

## Semifinále
| Domácí v 1. zápase | Celkem | Hosté v 1. zápase   | 1. zápas | 2. zápas |
| ------------------ | ------ | ------------------- | -------- | -------- |
| FC Bayern Mnichov  | 3–4    | CZ Bělehrad         | 1–2      | 2–2      |
| FK Spartak Moskva  | 2–5    | Olympique Marseille | 1–3      | 1–2      |

## Finále
| 29. května 1991 20:15 (UTC+2) |                |                     |                                                                         |
| CZ Bělehrad                   | 0 – 0 (prodl.) | Olympique Marseille | Stadio San Nicola, Bari diváci: 56 000 rozhodčí: Tullio Lanese (Itálie) |
|                               | Report         |                     | Stadio San Nicola, Bari diváci: 56 000 rozhodčí: Tullio Lanese (Itálie) |

|                                                                                  |       | Penaltový rozstřel                                          |  |
| Robert Prosinečki Dragiša Binić Miodrag Belodedić Siniša Mihajlović Darko Pančev | 5 – 3 | Manuel Amoros Bernard Casoni Jean-Pierre Papin Carlos Mozer |  |

## Vítěz
| Pohár mistrů evropských zemí 1990/91 FK Crvena zvezda (1. titul) Stevan Stojanović , Vladimir Jugović, Slobodan Marović,Refik Šabanadžović, Miodrag Belodedici, Ilija Najdoski, Robert Prosinečki, Siniša Mihajlović, Darko Pančev, Dejan Savićević, Dragiša Binić, Milić Jovanović, Ivica Momčilović, Rade Tošić, Vlada Stošić, Vladan Lukić Trenér: ALjubomir Petrović |